# 384
384 foi um ano bissexto do século IV que teve início a uma segunda-feira e terminou a uma terça-feira, segundo o Calendário Juliano. As suas letras dominicais foram G e F. Segundo o horóscopo chinês, foi o ano do Macaco.
| Ano completo                            |
| --------------------------------------- |
| Ano bissexto com início à segunda-feira |

## Eventos
- 15 de Dezembro - É eleito o Papa Sirício, 38º papa, que sucedeu ao Papa Dâmaso I.

## Mortes
- 11 de Dezembro - Papa Dâmaso I, 37º papa.